# Breathe (Jax Jones)
Breathe is een nummer van de Britse dj Jax Jones uit 2017, ingezongen door de Noorse zangeres Ina Wroldsen.
Het deephousenummer werd op de Britse eilanden een hit, en in Duitsland, Nederland en België werd het een klein hitje. In het Verenigd Koninkrijk haalde het de 7e positie. In de Nederlandse Top 40 haalde het een bescheiden 23e positie, en in de Vlaamse Ultratop 50 kwam het niet verder dan de 46e positie.